# Бюрагансай
Бюраганса́й (узб. Bo‘ragansoy, Бўрагансой) — река (сай) в Согдийской области Таджикистана, Джизакской и Сырдарьинской областях Узбекистана.
Река последовательно меняет названия: у истока — Ортоку́ль (узб. O‘rtako‘l, Ўртакўл), в верхнем течении — Алтынкульса́й (на картах Генерального штаба подписан Алтыкол или Алтыкуль, узб. Oltinko‘lsoy, Олтинкўлсой), в среднем — Шахристанса́й (узб. Shahristonsoy, Шахристонсой), в низовьях Сармычса́й (узб. Sarmichsoy, Сармичсой), Нурбулакса́й (узб. Nurbuloqsoy, Нурбулоқсой), Хавата́к (узб. Havotag, Ҳавотаг), наконец, перед окончанием — Шурбулакса́й (узб. Sho‘rbuloqsoy, Шўрбулоқсой).

## Общее описание
Длина Бюрагансая равна 92 км, площадь водосборного бассейна — 712 км². Питание реки ледниковое, снеговое и дождевое. Среднемноголетний расход воды, измеренный после впадения крупнейшего притока Яскаксу (в 2 километрах выше посёлка Шахристан), составляет 1,1 м³/с. Наибольший среднегодовой расход — 1,50 м³/с, наименьший — 0,740 м³/с. Сай испытывает резкие сезонные колебания в полноводности. Река многоводна с апреля по август, на которые приходится 75—80 % годового стока. В мае расход воды резко повышается, с июля начинает уменьшаться. Зимой река маловодна, замерзает на поверхности, иногда пересыхает. В весенний период очень высока мутность воды — 4,7 г/л.
Воды сая используются на орошение

## Течение реки
Ортокуль берёт начало на северном склоне Туркестанского хребта, в непосредственной близости от перевала Шахристан, на высоте 3270 м. После принятия левого притока Кумбель ручей меняет название на Алтынкульсай, которое сохраняет до посёлка Шахристан. От истока течёт в северо-восточном направлении. Начальный участок пролегает по терриитории Согдийской области Таджикистана. После слияния с Кумбелем, вначале по правому, затем по левому берегу в ущелье реки проложено шоссе Худжанд — Душанбе. В верхнем течении имеются арчовые леса и создан заказник «Кусавлисай».
Несколько ниже Бюрагансай делится на отдельные протоки. На берегу одного из них расположена деревня Фирдавси (до 2013 года — Бураган, Бураген). В районе посёлка Шахристан река приобретает название Шахристансай. Здесь сай образует ирригационный веер, распадаясь на множество рукавов.
Близ хребта Кух поворачивает к северу и пересекает государственную границу, переходя на территорию Джизакского вилоята Узбекистана. Вновь разделяется на несколько рукавов, на которых стоят кишлаки Верхний Сармыч и Нижний Сармыч. Участок реки в районе этих селений именуется Сармычсай.
Далее сай вторично оказывается на территории Таджикистана. Ниже кишлака Ниджаны меняет название на Хаватак и поворачивает к северу с некоторым уклоном на восток. Затем река образует два участка государственной границы (разделённых небольшим промежутком течения по территории Узбекистана) и приобретает название Нурбулаксай.
Южнее вала Кампирдувал вновь переходит на земли Джизакской области, но за селом Учтурган пересекает пограничный Таджикский машинный канал № 2, снова оказываясь в Согдийской области. От этой точки и до окончания именуется Шурбулаксай. На таджикской территории на берегу Шурбулаксая стоит небольшой населённый пункт Кипчок. Перед окончанием сай пересекает пограничный Таджикский машинный канал № 1 и выходит на земли Сырдарьинского вилоята Узбекистана.
Согласно «Национальной энциклопедии Узбекистана», река оканчивается примерно в 4 км к юго-западу от железнодорожной станции Хаваст. Однако в картографии название Шурбулаксай используется для водотока и далее на север, за пересечением с железной дорогой Ташкент — Самарканд и Большим Узбекским трактом. Далее этот водоток впадает в Южный Голодностепский канал им. А. А. Саркисова западнее города Янгиер приблизительно на высоте 310 м.

## Притоки
В Бюрагансай впадает 21 небольшой приток, их общая длина составляет 40 км. Крупнейшим притоком слева является Яскаксу, справа — Кусавли, впадающий в Алтынкульсай за вершиной Коктепа (39°37′57″ с. ш. 68°41′28″ в. д.).
В верховьях Ортокуль сливается с ручьём Кумбель (39°34′33″ с. ш. 68°35′44″ в. д.). Сравнительно крупным притоком является река Актанги или Актенги (образует долину длиной 10—12 км), которая берёт начало в местности Хоняйлов, прорезает гору Акташ и доходит до Шахристансая близ селения Джаркутан (39°44′40″ с. ш. 68°46′40″ в. д.).

## Археологические памятники
Ещё в эпоху бронзы долина Шахристансая, который тогда являлся притоком Сырдарьи, была обжита племенами сырдарьинских саков.
На левобережье Шахристана расположен ряд раннесредневековых городищ. Одно из них — Калаи-Кахках — принято отождествлять с дворцом правителей-афшинов в Бунджикате — столице Уструшаны. В. В. Бартольд отмечает сходство исторических описаний города с топографией Шахристана и протекающей здесь реки. Археолог А. И. Билалов на основе сообщения Мукаддаси воссоздал названия шести протоков сая: Сарин (проходит через современный посёлок), Буджан, Маджан, Сенгджан, Руйджан, Сенбукджан. Вероятно, ущелье Шахристансая было выбрано для переноса столицы Уструшаны в связи со вторжением эфталитов в Среднюю Азию (рубеж III—IV века нашей эры).
Ирригационная сеть с древности существовала в Шахристанской котловине. В 1970-х годах А. И. Билалов обнаружил остатки более 10 магистральных каналов и нескольких десятков арыков, а также гидротехнические сооружения VII—IX веков, в частности, водоприёмные колодцы корёзы. При этом из-за рельефа местности водоприёмники располагались в 5—6 километрах от города. Практически на всех каналах действовали мельницы и рисорушки. Древняя Нуртеппа орошалась искусственным каналом, который брал начало от Шахристансая.
В низовьях Шурбулаксая расположен археологический памятник Эски-Хаваст.